# Russell, Kentucky
Russell är en ort i Greenup County i Kentucky, vid Ohiofloden. Vid 2010 års folkräkning hade Russell 3 380 invånare.